# فلة (حديبو)

تعديل مصدري - تعديل

فلة هي إحدى قرى مديرية حديبو التابعة لمحافظة سقطرى، بلغ تعداد سكانها 47 نسمة حسب تعداد اليمن لعام 2004.